# Tailgate party
Une tailgate party est un événement social organisé sur et autour de coffre de voiture. Le tailgating, qui se déroule principalement aux États-Unis et au Canada, implique souvent de consommer des boissons alcoolisées et de réaliser des grillades. Elles ne sont cependant pas répandues dans d'autres pays anglophones tels que le Royaume-Uni, ni en Europe en général.
Les tailgate parties ont en général lieu dans les parkings de stade avant et parfois après les matchs, notamment de football américain. De nombreuses personnes participent même si leurs véhicules n'ont pas de coffre ou même si elles n'ont pas de véhicule. Ces événements impliquent également que les personnes apportent leurs propres boissons alcoolisées et leur nourriture, qui sont cependant souvent partagées entre les fans. Les tailgate parties sont destinées à être des événements non commerciaux, la vente d'articles aux fans y est donc mal vue.
Le tailgating s'est ensuite étendu à d'autres festivités d'avant-match lors d'événements sportifs tels que le basket-ball, le hockey sur glace, le football (soccer) et le baseball, ou même lors d'événements non sportifs tels que des mariages ou des concerts,.

## Nourriture et boisson
Le tailgating implique généralement la consommation de boissons alcoolisées ou de sodas et la cuisson de viande. On y consomme des classiques des  pique-nique, tels que les bratwursts, les hamburgers, les hot-dogs, les baked beans et les salades froides comme la salade de chou ou la salade de pommes de terre. Une marque de pimento cheese, appelée Palmetto Cheese, a fait ses débuts aux tailgate parties des Braves d'Atlanta.

## Jeux

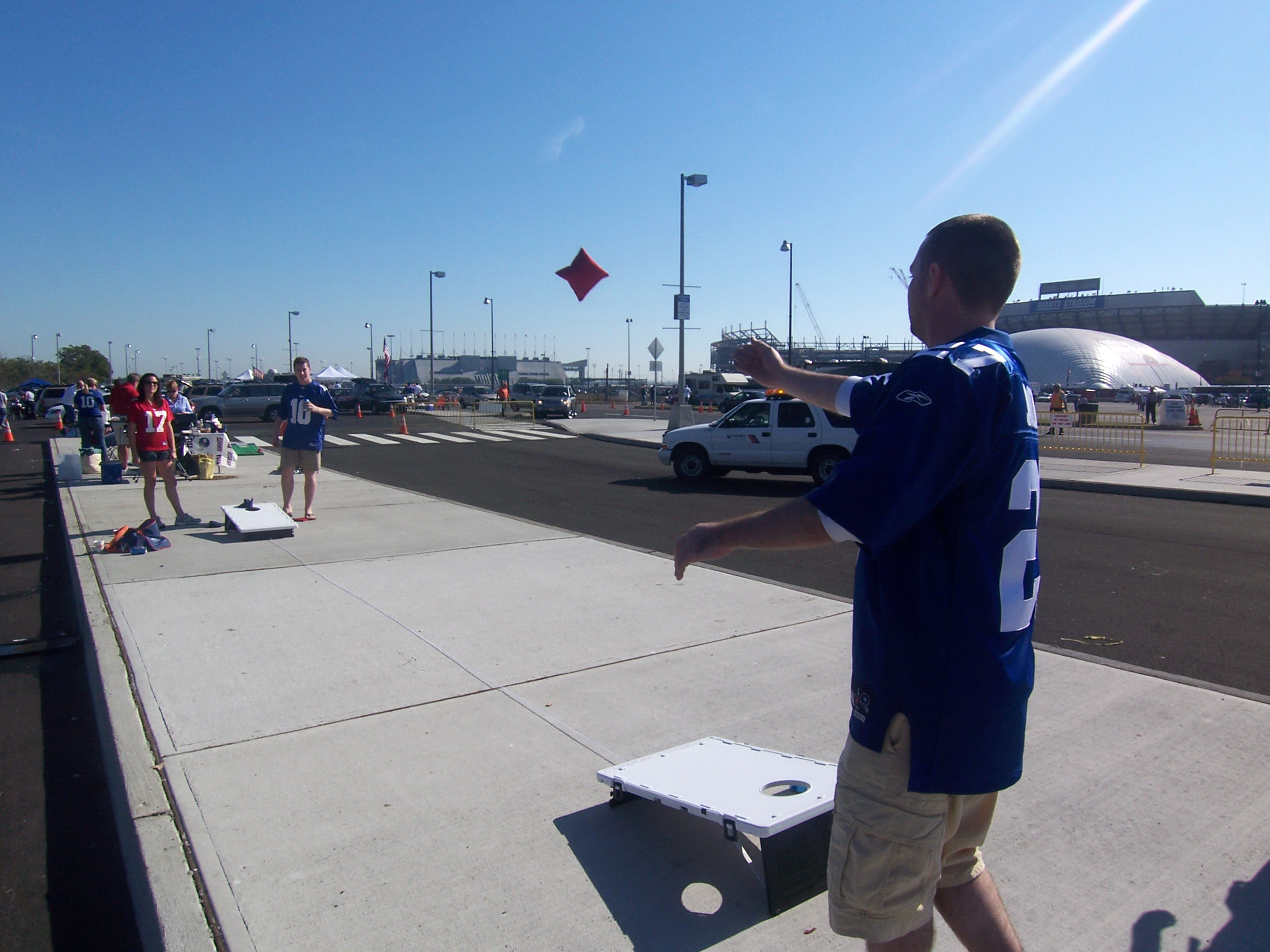
Un jeu de cornhole

Des jeux de pelouse tels que KanJam, cornhole, Ladder toss, Polish horseshoes ou Sholf par exemple sont très populaires lors des tailgate parties, du fait de la simplicité du matériel nécessaire. Ces jeux sont également utilisés en tant que jeux à boire. D'autres jeux classiques sont le beer pong et le flipcup. Il est également courant que les fans apportent des ballons de football américain ou des ballons de football pour jouer. De nombreux tailgaters amènent leur chaîne hi-fi ou utilisent le système audio de leur voiture pour écouter de la musique. Parfois, un générateur électrique, un téléviseur et une antenne sont amenés pour que les participants regardent des événements sportifs depuis la fête.

## Événements locaux

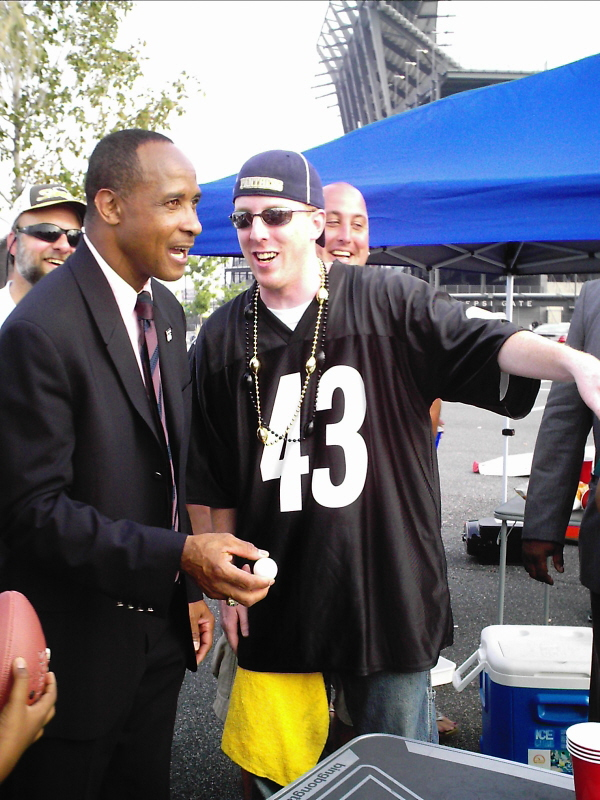
L'ancienn joueur des Steeler de Pittsburgh et candidat en 2006 au poste de gouverneur de Pennsylvanie, Lynn Swann, courtise les électeurs avant un match de football contre les Eagles de Philadelphie.

Dans les écoles et communautés à travers les États-Unis, les départements d'athlétisme, entraîneurs et des parents d'élèves athlètes comptent sur les tailgate parties pour créer une communauté et un soutien pour leur programme et leur équipe,. Les programmes sont souvent soutenus par la participation volontaire des parents et amis pour nourrir l'équipe et le personnel d'entraîneurs après la compétition.
En 2007, la NFL interdit les tailgate parties avant le Super Bowl, ce qui entraîne la contestation des fans. La NFL explique cela par des questions de sécurité. En 2008, une pétition en ligne circule pour encourager la NFL à lever l'interdiction. Des médias sportifs ont mis en doute la validité de l'affirmation de la NFL selon laquelle les problèmes de sécurité étaient la vraie raison de l'interdiction.
En avril 2019, le personnel du premier ministre de l'Ontario, Doug Ford, a annoncé la légalisation du tailgating lors d'événements sportifs dans la province.

## Dans la culture populaire
Dans l'épisode des Simpsons "Lisa fait son festival", Homer emmène sa famille à une tailgate party. Il les fait se lever tôt pour être au stade quelques heures avant le match de football, et déclare que la tailgate party est la seule raison de leur présence.
Un certain nombre de publicités télévisées, en particulier celles diffusées pendant les matchs de football, font référence à la culture du tailgating.

## Tailgating nomade
Le tailgating nomade est une variante. Avec le tailgating nomade, les gens portent un sac à dos ou des sacs similaires, remplis de collations et de boissons - généralement alcoolisées, comme la bière - et parcourent les tailgate parties qui ont lieu avant les événements sportifs. Le tailgater nomade n'a pas de véhicule et souhaite généralement assister successivement à plusieurs fêtes ou au contraire lorsqu'il n'a rien de spécifique de prévu.